# Hole (Scraping Foetus Off the Wheel)
Hole è un album discografico di Foetus, qui accreditato come Scraping Foetus Off the Wheel, progetto del musicista australiano James George Thirlwell, pubblicato nel settembre del 1984 dalla Self Immolation attraverso la Some Bizzare Records.
Nel 1995, venne ristampato nei soli Stati Uniti dalla Thirsty Ear Records.

## Il disco
Lust for Death è una parodia del brano Lust for Life del cantante statunitense Iggy Pop.
A metà circa del brano I'll Meet You in Poland, Baby! è inserita la registrazione di un discorso propagandistico del gerarca nazista Rudolf Hess, che recita: Dank Ihrer Führung, wird Deutschland sein Ziel erreichen, Heimat zu sein; Heimat zu sein für alle Deutschen der Welt. Heil Hitler! Sieg Heil! Sieg Heil! Sieg Heil! (Grazie al suo Führer, la Germania raggiungerà il suo scopo, per essere una grande patria; una grande patria per tutti i Tedeschi del mondo. Viva Hitler! Trionfo e Vittoria!).
Il finale di Sick-Man cita la sigla originale della serie televisiva degli anni sessanta Batman.
Satan Place è una parodia del genere surf, che si riferisce direttamente al brano Surfin' Bird del gruppo musicale statunitense Trashmen.

## Tracce
Tutti i brani sono di James George Thirlwell.
1. Clothes Hoist – 3:25
2. Lust for Death – 3:38
3. I'll Meet You In Poland, Baby! – 4:50
4. Hot Horse – 3:31
5. Sick-Man – 4:15
6. Street Of Shame – 3:28
7. Satan Place – 3:22
8. White Knuckles – 4:31
9. Water Torture – 3:50
10. Cold Day In Hell – 5:28

Ad alcune copie del LP originale era allegato un secondo disco contenente le seguenti tracce:
1. Wash It All Off – 6:05
2. Sick Minutes – 8:43
3. Halo Flamin' Lead – 4:51
4. Finely Honed Machine – 9:23
5. Today I Started Slogging Again – 7:34

## Formazione
- Scraping Foetus Off the Wheel (James George Thirlwell) - performer